# Zethus chapadensis
Zethus chapadensis (лат.) — вид одиночных ос рода Zethus из семейства Vespidae (Eumeninae), обитающий в Южной Америке (Боливия, Бразилия, Парагвай).

## Описание
Мелкие осы, длина около 1 см. Основная окраска чёрная с жёлтыми и оранжевыми отметинами. От близких видов отличается выемчатой и шиповатой вершиной клипеуса (у Zethus luederwaldti вершина клипеуса широко усечённая), средняя голень самки с одной шпорой (у Z. luederwaldti с 2 шпорами), переднеспинка с острыми плечами (у Z. luederwaldti с округлыми), нотаули отсутствуют (развиты у Z. luederwaldti). Усики 12-члениковые у самок и 13-члениковые у самцов.
Включён в состав подрода Zethoides, где входит в видовую группу Zethus olmecus. В группу включают несколько видов, в том числе Z. bolivari, Z. hermesi, Z. miniatus и Z. utingensis, Z. peruvicus, Z. pygmaeus, Z. thoracicus и Z. toltecus.